# Фритигерн
Фритигерн (Fritigern, Fritigernus, на готски: Frithugarnis; * първата половина на 4 век, † ок. 382) е тервингски (вестготски) съдия и военачалник. Той е ариан и противник на Атанарих (също така гот, но езичник и водач на друга група от тервингите).

## Биография
Вестготите, наричани по това време тервинги, живеят от края на 3 век в Дакия извън Римската империя. След разгрома на Готската държава на Дунав от хуните през 376 г., Фритигерн отвежда вестготите към левия бряг на Дунав, в готовност при опасност да преминат на римска територия. През есента на 376 г. Фритигерн, със съгласието на император Валент, отвежда множество тервинги в Римската империя, преминавайки при при Дуросторум (сега Силистра)- общо около 40 000 души, от които около 8000 войници, но предимно – цивилно население. Заселват се в диоцеза Тракия. Злоупотребите на римските чиновници и лошото снабдяване на готите стават причина те да започнат въстание. Фритигерн побеждава Валент на 9 август 378 г. в битката при Адрианопол, при която една част от римската армия на изток е унищожена, а самият Валент – убит.
При Теодосий I римляните отново воюват с готите на Фритигерн. През 382 г. е сключен съюзнически договор (foedus), между двете страни, в който името на Фритигерн не се споменава. Предполага се, че е умрял или не играе вече роля.